# Station Wilków Wielki
Station Wilków Wielki is een spoorwegstation in de Poolse plaats Wilków Wielki.